# زنان در اسرائیل
زنان در اسرائیل به زنانی اشاره دارد که در کشور اسرائیل زاده شده‌اند یا در این کشور زندگی می‌کنند. بر اساس منشور استقلال اسرائیل، این کشور برابری کامل حقوق اجتماعی و سیاسی را برای همهٔ ساکنانش بدون توجه به دین، نژاد و جنسیت تضمین می‌کند. در سال ۲۰۱۷، اسرائیل هشتمین کشور امن جهان برای زنان بوده‌است. این کشور در رتبه بیست و چهارم کشورها بر اساس میزان اشتغال زنان در پُست‌های اجرایی قرار دارد. همچنین قانون اسرائیل تبعیض بر اساس جنسیت در اشتغال و دستمزد را ممنوع می‌کند و امکان ارائهٔ دادخواهی سنخی در آن پیشبینی شده‌است.
زنان در اسرائیل به نسبت ۵۰.۲۶ درصد جمعیت کشور در سال ۲۰۱۹ را تشکیل می‌دهند.[5] اگرچه اسرائیل قانون اساسی رسمی ندارد، اعلامیه استقلال اسرائیل در سال ۱۹۴۸ می‌گوید: "دولت اسرائیل (…) تضمین می‌کند که تمامیت برابری حقوق اجتماعی و سیاسی به تمام ساکنان خود را به غیر از دین، نژاد یا جنسیت فراهم خواهد آورد."
یک بررسی از IMD که در سال ۲۰۱۲ منتشر شد، اسرائیل را در رتبهٔ یازدهم از ۵۹ کشور توسعه یافته، برای میزان مشارکت زنان در محل کار قرار داد. دولت این کشور نیز برای بهبود وضعیت زنان در محل کار و جامعه برنامه‌های بسیاری را تصویب کرده‌است.

### حقوق زنان
قبل از ایجاد دولت اسرائیل، زنانی در مقام ساکنین منتدبانی بریتانیا برای حقوق زنان مبارزه می‌کردند. یکی از این مثال‌ها زنان در "ییشوو جدید" بودند. "ییشوو" اصطلاحی است که به جامعه یهودیان در سر زمین اجدادی قبل از تأسیس دولت اسرائیل اطلاق می‌شود و "ییشوو جدید" به کسانی اشاره دارد که در دهه ۱۸۶۰ خارج از دیوارهای شهر قدیمی اورشلیم خانه‌سازی را آغاز کردند. در سال ۱۹۱۹، اولین حزب زنانه ملی در ییشوو جدید (اتحاد زنان عبری برای حقوق مساوی در ارض اسرائیل) تأسیس شد و روزا ولت-استراوس، که در همان سال به اینجا مهاجرت کرده بود، به عنوان رهبر این حزب منصوب شد و تا درگذشتش در این مقام باقی ماند. یکی از اعضای این اتحاد آدا گلر بود، اولین حسابرس زن سرزمین اسرائیل.در سال ۱۹۲۶، حریدیم (یهودیان ارتدوکس) که ترجیح می‌دادند با احتمال برگزاری یک رأی‌گیری مواجه نشوند، از مجلس نمایندگان ییشوو خارج شدند و در همین سال اعلامیه رسمی‌ای صادر شد (که توسط دولت مندرج در سیاست نامه در سال ۱۹۲۷ تأیید شد) که "حقوق مساوی برای زنان در همه جنبه‌های زندگی در ییشوو - شهروندی، سیاسی و اقتصادی" را تایید می‌کرد.
اسرائیل سومین کشور جهان بود که توسط یک نخست وزیر زن، گلدا میر (۱۹۶۹-۱۹۷۴) رهبری شد، و در سال ۲۰۱۰، نمایندگی پارلمانی زنان در اسرائیل ۱۸ درصد بود که این درصد بالاتر از میانگین جهان عرب با ۶ درصد بود و با نمایندگی کنگره آمریکا برابری داشت. با این حال، این درصد به‌طور قابل ملاحظه‌ای پایین‌تر از میانگین کشورهای اسکاندیناوی با ۴۰ درصد است.
کنست (پارلمان اسرائیل) کمیته‌ی "کمیته بررسی وضعیت زنان" را برای بررسی حقوق زنان تأسیس کرده است. اهداف اعلام شده این کمیته شامل جلوگیری از تبعیض، مبارزه با خشونت علیه زنان، و ترویج برابری در سیاست، رویدادهای چرخه زندگی و آموزش است. در سال ۱۹۹۸، کنست قانون "پیشگیری از آزار جنسی" را تصویب کرد.
در سال ۲۰۱۳، وزیر امور مذهبی و ربانیان اصلی اظهاراتی منتشر کردند که به مدیران میقوه "حمامی خاص است که در برای غسل" ققط و فقط  تنها زنانی را که تمایل به بازرسی بدنی دارند، بازرسی کنند؛ این تدابیر به پایان اجرای بازرسی‌های اجباری زنان در میقوه‌ها انجامید.

### جنایات علیه زنان
تجاوزجنسی، شامل تجاوز جنسی به همسر، در اسرائیل جرمی است که مجازات آن تا ۱۶ سال حبس است. در یک تصمیم قضایی در سال ۱۹۸۰، دیوان عالی اسرائیل تأیید کرد که تجاوز به همسر نیز جرم است، با استناد به قانون مبتنی بر تلمود (حداقل از قرن ششم). این قانون مجازات را دو برابر می‌کند اگر مجرم به فردی از خانواده خود حمله یا تجاوز کند. در اسرائیل نه مرکز بحران تجاوز فعال هستند که یک خط بحرانی ۲۴ ساعته برای قربانیان خشونت جنسی ارائه می‌دهند. وزارت امور اجتماعی اسرائیل یک پناهگاه زنان زخمی و یک خط تلفن گزارش دادن از سوء استفاده اداره می‌کند. پلیس یک مرکز تماس را اداره می‌کند تا به قربانیان در مورد پرونده‌هایشان اطلاع دهد. سازمان‌های زنان مشاوره، مداخله در بحران، کمک‌های حقوقی و پناهگاه‌ها فراهم می‌کنند.
یکی از انگیزه‌های اصلی برای قتل عام در اسرائیل، خشونت علیه زنان است (شامل "قتل ناموسی" در خانواده‌های مسلمان). در هر سال چندین قتل ناموسی در جامعه عرب‌های مسلمان اسرائیلی اتفاق می‌افتد. در بسیاری از جوامع مسلمان، حفظ بکارت یک زن، به عنوان بخش مرکزی از قانون حفظ ناموس، باید تا ازدواج حفظ شود.
کیفر خواست و محکومیت رئیس‌جمهور سابق (ایرانی تبار) موشه کاتساو به دو تهمت تجاوز و سایر اتهامات به عنوان یک پیروزی برای زنان تفسیر شد. مراکز بحران تجاوز پس از صدور حکم، تعداد بی‌سابقه‌ی تماس‌ها را دریافت کردند.

### آزار جنسی
آزار جنسی غیر قانونی است. قانون مقرر می‌کند که به قربانیان مشتبه باید از حقوق آن‌ها به کمک آگاه شوند. مجازات برای آزار جنسی بستگی به شدت عمل و وجود افترا، از دو تا نه سال حبس می‌تواند باشد.
قانون آزار جنسی اسرائیلی سال ۱۹۹۸ آزار جنسی را به گونه‌ای گسترده تفسیر می‌کند و این رفتار را به عنوان یک تمرکز تبعیضی، محدودیت آزادی، تخلف از عزت انسانی، نقض حق احترام اولیه هر فرد، و تجاوز به حق حریم خصوصی هر فرد ممنوع می‌کند. علاوه بر این، قانون از انتقام گیری یا ترساندن کسی به جهت آزار جنسی جلوگیری می‌کند. ترساندن یا انتقام گیری که مرتبط به آزار جنسی است، به عنوان "به شکل تقصیری" توسط قانون تعریف می‌شود.
به گزارش یک نظرسنجی توسط وزارت صنعت منتشر شده در سال ۲۰۱۰، ۳۵ تا ۴۰ درصد از زنان گزارش دادند که تجربه آزار جنسی در محیط کار داشته‌اند، یک سوم آن‌ها این تجربه را در ۱۲ ماه گذشته داشته‌اند. از جمله زنانی که آزار را گزارش داده‌اند، ۶۹ درصد گفتند که "پیشنهادها" دریافت کرده‌اند، ۴۷ درصد گزارش دادند که نظراتی با جنبه جنسی شنیده‌اند، ۲۲ درصد حاکمیت جسمی را نقض کرده‌اند، ۱۰ درصد گزارش دادند که شرم‌آور شده‌اند، و ۷.۷ درصد گزارش دادند که مورد اخاذی و تهدید قرار گرفته‌اند.
اسرائیل، به تطابق با اخلاق متمدن غربی، از ازدواج چندگانه یا چندزوجی جلوگیری می‌کند. مفادی وضع شده‌اند تا به خانواده‌های چندزوجی قبلی که از کشورهایی که این عمل قانونی بوده‌است، وارد اسرائیل شده‌اند، اجازه ورود داده شود.

### آزار عمومی
در تاریخ ۲۸ سپتامبر ۲۰۱۰، دادگاه عالی اسرائیل تجزیه‌جنسیتی عمومی در محله مئا شریم در اورشلیم را غیرقانونی اعلام کرد، به پاسخی به یک درخواستی که پس از حمله بدنی و کلامی افراطی گرایان مذهبی به زنانی که در خیابانی اختصاصی مخصوص مردان قدم می‌گذاشتند، ثبت شده بود.

## زنان در سیاست
از زمان پیدایش منشور استقلال اسرائیل، زنان کمی در حکومت اسرائیل و خدمت کرده‌اند و در قیاس با دولت‌های غربی، مشارکت زنان در دولت اسرائیل بسیار کم است.
اگرچه اعلامیه استقلال اسرائیل بیان می‌کند: "دولت اسرائیل (...) برابری کامل حقوق اجتماعی و سیاسی را برای تمام ساکنانش تضمین خواهد کرد بدون توجه به دین، نژاد یا جنس"، اما احزاب سیاسی مذهبی یهودی (شاس و یهودیت متحد تورا) هرگز به زنان اجازه ورود به لیست‌های انتخاباتی خود برای انتخابات کنست نداده‌اند. با این حال، در دسامبر ۲۰۱۴، فعالان زن در جامعه مذهبی یهودی تهدید به برگزاری تظاهرات علیه احزاب مذهبی یهودی در انتخابات آتی داده‌اند اگر زنان در لیست‌های انتخاباتی گنجانده نشوند.
به عنوان مثال، در سال ۲۰۱۶، زنان ۲۶.۷٪ از کنست اسرائیل که از ۱۲۰ عضو تشکیل شده، را تشکیل می‌دادند، که آن را در رتبه ۵۴ از ۱۸۵ کشوری که زنان در مجلس حضور دارند، قرار می‌داد. برای مقایسه، در اسکاندیناوی نسبت زنان بیش از ۴۰٪ است، در میانگین اتحادیه اروپا ۱۷.۶٪ و در جهان عربی ۶.۴٪ است. نمایندگی زنان به طور قابل توجهی بر اساس جمعیت متفاوت است: بیشتر سیاست‌مداران زن نماینده احزاب سکولار بوده‌اند، در حالی که تعداد کمی از احزاب دینی یهودی یا عربی نماینده شده‌اند.
در ژانویه ۱۹۸۶، معلم زن اسرائیلی لئا شاکدیئل عضویت در شورای مذهبی یروحام را به دست آورد، اما وزیر امور دینی زوالون همر عضویت او را لغو کرد با دلیل آن که زنان نباید به این طرح خدمت کنند. در اوایل سال ۱۹۸۷، یک درخواست به دادگاه عالی اسرائیل در این زمینه ارائه شد. تصمیم تاریخی دادگاه عالی که به طور یکپارچه به نفع شاکدیئل تصویب شد و در سال ۱۹۸۸، شاکدیئل اولین زنی شد که در یک شورای دینی در اسرائیل خدمت می‌کرد.

## زنان در ارتش

زنان ارتش اسرائیل در سال ۱۹۵۰

اسرائیل یکی از اندک کشورهایی است که خدمت سربازی اجباری برای زنان دارد. از بسیار قبل‌تر و از سال ۱۹۴۸ زنان در نیروی زمینی، هوایی و دریایی کشور خدمت می‌کردند. خدمت زنان اسرائیلی در ارتش شامل پست‌های پایین نبوده و گاهی زنان به پست‌های مهم کشوری رسیده‌اند.در حال حاضر ۳۳٪ از تمام سربازان ارتش اسرائیل و ۵۱٪ از افسران آن زنان هستند، و در نیروهای زمینی، دریایی و هوایی نقش‌های مختلفی را برعهده دارند. اصلاحیه برابری سال ۲۰۰۰ به قانون خدمت نظامی اعلام می‌کند که "حق زنان برای خدمت در هر نقش در ارتش اسرائیل، برابر با حق مردان است." ۸۸٪ از تمام نقش‌های موجود در ارتش اسرائیل برای داوطلبان زن باز هستند، در حالی که زنان در ۶۹٪ از تمام مواضع قرار دارند. برای مثال در ۲۳ ژوئن ۲۰۱۱، اورنا باربیوا به اولین ژنرال زن در ارتش تبدیل شد.
در تاریخ ۸ نوامبر ۱۹۹۵، در حالی که الیس میلر به عنوان یک دانشجوی هوانوردی در دانشگاه تخنیون بخشی از نیروهای مسلح اسرائیل بود، پس از رد شدن از مرحله انتخاب خلبان در آکادمی هوانوردی نیروی هوایی اسرائیل، به دادگاه عالی اسرائیل اعتراض کرد. پس از اعتراض او، رئیس جمهور اسرائیل آن زمان، عضو سابق فرماندهی نیروی هوایی اسرائیل، عزر ویزمان، نظرات از خود برتری داد که از ایده زنان به عنوان خلبان‌های جنگنده استهزا می‌کرد: "گوش کن عروسک، آیا تا به حال مردی را دیدی که جوراب ببافت؟ آیا تا به حال یک جراح زن یا رهبر یک ارکستر زن را دیدی؟ زنان قادر به تحمل فشارهای لازم برای خلبان‌های جنگنده نیستند."دادگاه عالی اسرائیل در نهایت در سال ۱۹۹۶ صدور حکم کرد که نیروی هوایی اسرائیل نمی‌تواند زنان واجد شرایط را از آموزش خلبانی محروم کند. با وجود اینکه میلر موفق به گذراندن آزمون‌ها نشد، این حکم نقطه عطفی بود که درهای نیروهای مسلح برای زنان در ارتش اسرائیل باز کرد. پس از این اعتراض، واحدهای نظامی که قبلاً مردانه بودند، شامل آکادمی هوانوردی نیروی هوایی اسرائیل، دوره‌های افسران دریایی اسرائیل، دوره‌های مختلف موشک‌افشانی، دفاع هوایی اسرائیل و پلیس مرزی اسرائیل، زنان را به خود جلب کردند. اصلاحیه برابری در قانون خدمت نظامی، که در ژانویه ۲۰۰۰ به تصویب رسید، حکم داد که حق زنان برای انتخاب شغل‌های نبردی در نیروهای مسلح با حق مردان برابر است. این قانون بیان کرد که "حق زنان برای خدمت در هر نقش در ارتش اسرائیل برابر با حق مردان است." اصلاحیه‌ای که توسط زنان نماینده‌گان قانونگذاری شده بود، فرصت‌های برابری را برای زنان تعیین کرد که جسمانی و شخصیتی برای یک شغل مناسب هستند. مسئله اینکه کی و چه کسی "مناسب" بود، به عهده رهبران نظامی در موارد خاص ماند.
زنان آغاز به درخواست برای شغل‌های پشتیبانی نبردی و نقش‌های نبردی سبک در ارتش شروع کردند، از جمله در سپاه موشک‌افشانی، واحدهای پیاده‌نظام و تقسیمات های زرهی. گردان کاراکال تشکیل شد که به مردان و زنان اجازه خدمت در کنار هم در پیاده‌نظامی سبک را می‌دهد. بسیاری از زنان به پلیس مرزی پیوستند. بسیاری از زنان اسرائیلی به مرحله انتخاب خلبان در آکادمی هوایی نیروی هوایی اسرائیل درآمدند و برخی از آن‌ها آن را با موفقیت پایان دادند. اولین خلبان جنگنده زن، رونی زوکرمن، بال‌پرواز خود را در سال ۲۰۰۱ دریافت کرد. تا سال ۲۰۰۶، اولین خلبان‌ها و ناوبران زن از دوره آموزشی نیروی هوایی اسرائیل فارغ التحصیل شدند و چند صد زن به واحدهای نبردی پیوستند، اصولاً در نقش‌های پشتیبانی مانند گردآورندگان اطلاعات، مربیان، کارگران اجتماعی، پزشکان و مهندسان. هنگامی که جنگ دوم لبنان شروع شد، زنان در عملیات‌های میدانی به همراه مردان شرکت کردند. سرجوانان مهندس هلیکوپتر هوایی سرتندر (استاد سابق) کرن تندلر اولین سرباز زن نیروی مسلح اسرائیل بود که در عملیات کشته شد. در نوامبر ۲۰۰۷، نیروی هوایی اسرائیل اولین فرمانده تیم جنگنده زن خود را منصوب کرد.

## قوانین
هرگونه تجاوز جنسی، از جمله تجاوز جنسی زناشویی، به عنوان یک جنایت در اسرائیل شناخته شده‌است و امکان مجازات آن تا ۱۶ سال زندان وجود دارد. دیوان عالی اسرائیل تأیید کرد که تجاوز جنسی زناشویی بنابر قانون مصوب سال ۱۹۸۰، جرم محسوب می‌شود. بر اساس قانون کشور، در صورت تجاوز به بستگان، قانون مجازات سنگین‌تری برای مجرم وجود دارد.

## سلامت زنان
از سال ۲۰۰۸ میزان مرگ مادران در اسرائیل ۷ در هر ۱۰۰،۰۰۰ تولد بوده‌است که یکی از پایین‌ترین مرگ‌های حین زایمان در جهان است. زنان و مردان کشور هم دسترسی برابری به خدمات تشخیصی و درمان بیماری‌های مقاربتی داشته‌اند.